# Jacob Kockert

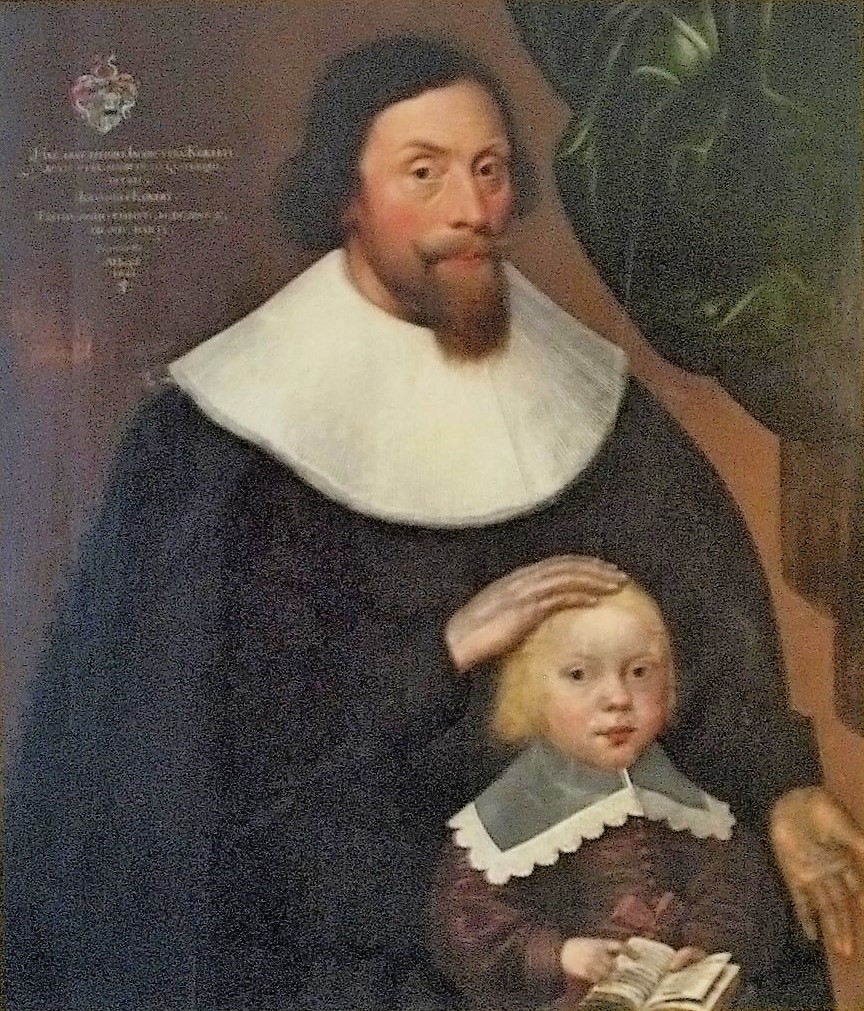
Jacob Kockert, Porträt von Michael Conrad Hirt, 1644

Jacob Kockert, auch Köckert (* 3. Oktober 1596 in Lübeck; † 21. Februar 1654 ebenda) war ein deutscher evangelisch-lutherischer Theologe, Klassischer Philologe, Pädagoge und Bibliothekar.

## Leben und Wirken
Über Kockerts Leben ist wenig bekannt. Er war der Sohn des Juristen August Kockert (1550–1620) und studierte ab 1616 an der Universität Rostock. Kockert wurde 1643 zum Subrektor des Lübecker Katharineums berufen. Damit war zugleich die Leitung der Stadtbibliothek verbunden. Kockert konnte durch vom Rat bereitgestellte Mittel eine expansive Anschaffungspolitik vertreten und erwarb die Gelehrten-Bibliotheken seines Vorgängers, Rektor Johann Kirchmann, und des Universalgelehrten Joachim Morsius.
Für die späthumanistische Literaturgeschichte bedeutend war sein lateinisches Epos in 894 Versen über Skanderbeg, das Kockert zunächst als Unterrichtswerk verfasst hatte.
Kockert hatte einen Sohn Johann (1640–1677), der auf Hirts Porträt als Vierjähriger mit abgebildet ist und der später Arzt in Lübeck war.

## Schriften
- Scanderbegus id est Carmen Egkōmiastikon de Georgii Castrioti quondam Epirotarum Principis fortissimi & Christianorum adversus Turcas defensoris acerrimi natalibus vita & morte Lubecae: Hackelmannus 1643 (Digitalisat, Sächsische Landesbibliothek – Staats- und Universitätsbibliothek Dresden).
- Epicedium In obitum Reverendi plurimum Clarißimi Doctißimiq[ue] Viri Dn. Nicolai Hunnii SS. Theologiae Doctoris Celeberrimi & Ecclesiarum Lubecensium Superintendentis fidelissimi & de tota Christi Ecclesia optime meriti, confectum. Lubecae: Meier, [1643]
- Epicedium beatae memoriae ... dn. Johannis Conradi ... secretarii scriptum a Jacobo Kockert, scholae Lubec. Subrectore. Lubecae 1648
- Index Terentianus. Lubecae: Schernwebel 1651, 21657
- Pub. Terentii Afri Comoediae Sex. Lubecae: Schernwebel 1651, 21657, 31667 (Digitalisat der Ausgabe 1667, Niedersächsische Staats- und Universitätsbibliothek Göttingen).
- Carmen De Pace Publica Deo O. M. Auspice Per Germaniam in Monasteriensi Conventu instaurata. Lubecae: Venator 1653 (Digitalisat, Sächsische Landesbibliothek – Staats- und Universitätsbibliothek Dresden)